# Тепетітла-де-Лардісабаль
Тепетітла-де-Лардісабаль (ісп. Tepetitla de Lardizabal) — муніципалітет у штаті Тласкала, Мексика. Населення 16 368 осіб.

## Історія
Місто засноване 1626 року.